# Rhabdomastix (Rhabdomastix) microxantha
Rhabdomastix (Rhabdomastix) microxantha is een tweevleugelige uit de familie steltmuggen (Limoniidae). De soort komt voor in het Palearctisch gebied.